# Phi Velorum
Phi Velorum (Tseen Ke, 171 Velorum) é uma estrela na direção da constelação de Vela. Possui uma ascensão reta de 09h 56m 51.75s e uma declinação de −54° 34′ 04.1″. Sua magnitude aparente é igual a 3.52. Considerando sua distância de 1929 anos-luz em relação à Terra, sua magnitude absoluta é igual a −5.34. Pertence à classe espectral B5Ib.